# Aureliano Bolognesi
Aureliano Bolognesi (Sestri Ponente 15 de noviembre de 1930-Génova, 30 de marzo de 2018) fue un boxeador italiano. Fue medallista de oro en los Juegos Olímpicos de Helsinki de 1952 en la categoría de peso ligero. Bolognesi se volvió profesional en 1954 y combatió sobre todo en Italia, retirándose dos años después con 17 victorias con 2 KO y dos derrotas.